# Сутягин, Серго Михайлович
Серго Михайлович Сутягин (23 февраля 1937, Москва — 28 июля 2021, Ташкент) — узбекистанский архитектор. Лауреат государственной премии Узбекской ССР имени Хамзы (1966), Государственной премии Республики Узбекистан в области литературы, искусства и архитектуры имени Алишера Навои и других наград.

## Биография
Родился 23 февраля 1937 года в Москве в семье инженера. Во время войны был эвакуирован в УзССР, с 1941 по 1945 год проживал с матерью в Самарканде, с 1946 года — в Ташкенте. С 1954 по 1960 год учился в Среднеазиатском политехническом институте, в 1960 году окончил архитектурное отделение строительного факультета. В том же году поступил на работу в проектный институт Узгоспроект (с 1972 года — УзНИИПградостроительства, в настоящее время — УзШахарсозлик ЛИТИ). Работал в должности главного архитектора проектов, затем — руководителя архитектурной мастерской.
Скончался в 2021 году после осложнений, вызванных COVID-19.

## Основные постройки
- 1964 — Панорамный кинотеатр / Дворец искусств (в н. в. — Дворец кино имени Алишера Навои)[4][5]. Совместно с Владимиром Березиным (ГАП проекта в 1961—1962), Юрием Халдеевым, Дмитрием Шуваевым, при участии Ольги Легостаевой.
- 1972 — Монумент «Журавли» (скульптор Юрий Киселёв). Чирчик (Узбекистан)
- 1975 — Мемориальная чайхана «Самарканд». Ташкент (Узбекистан)[6]
- 1975 — Дом быта. Хива (Узбекистан)
- 1976 — Малый зал Дворца искусств. Ташкент (Узбекистан)[7]
- 1980 — Административно-общественный центр. Хива (Узбекистан). Совместно с С. Пономаревым, при участии Ю. Клипикова, Б. Лозинского[8]
- 1981 — Гостиница. Хива (Узбекистан)
- 1983 — Музей истории Хорезма им. Аль-Хорезми и Аль-Беруни. Хива (Узбекистан)
- 1984 — Станция метро «Проспект космонавтов». Совместно с Сергеем Соколовым. Ташкент (Узбекистан)
- 1984 — Киноконцертный зал на 2300 мест. Душанбе (Таджикистан)[9]. В разработке проекта приняли участие Ольга Легостаева (соавтор проектного задания, 1965—1967), архитекторы Р. Ниязалиева, Сергей Соколов, Сергей Романов
- 1987 — Музыкально-драматический театр. Коканд (Узбекистан). Участвовали архитекторы: Н. Сокоропова, Сергей и Андрей Соколовы, Сергей Романов, Григорий Завьялов[10].
- 1987 — Административное здание РК КП Узбекистана. Хива (Узбекистан)
- 1989 — Музей Хамзы. Коканд (Узбекистан)
- 1990 —  Крытый спортивно-оздоровительный бассейн. Нукус (Каракалпакстан/Узбекистан)
- 1991 — Памятник Аль Хорезми (скульптор Спартак Бабаян). Хива (Узбекистан)

## Фильмография
- 2018 — Берлин — Аккурган — Клаус Кёстлин
- 2021 — Аромат дыни в Самарканде — архитектор на пенсии (роль озвучил Сергей Шакуров)[11]